# Technisch tekenaar

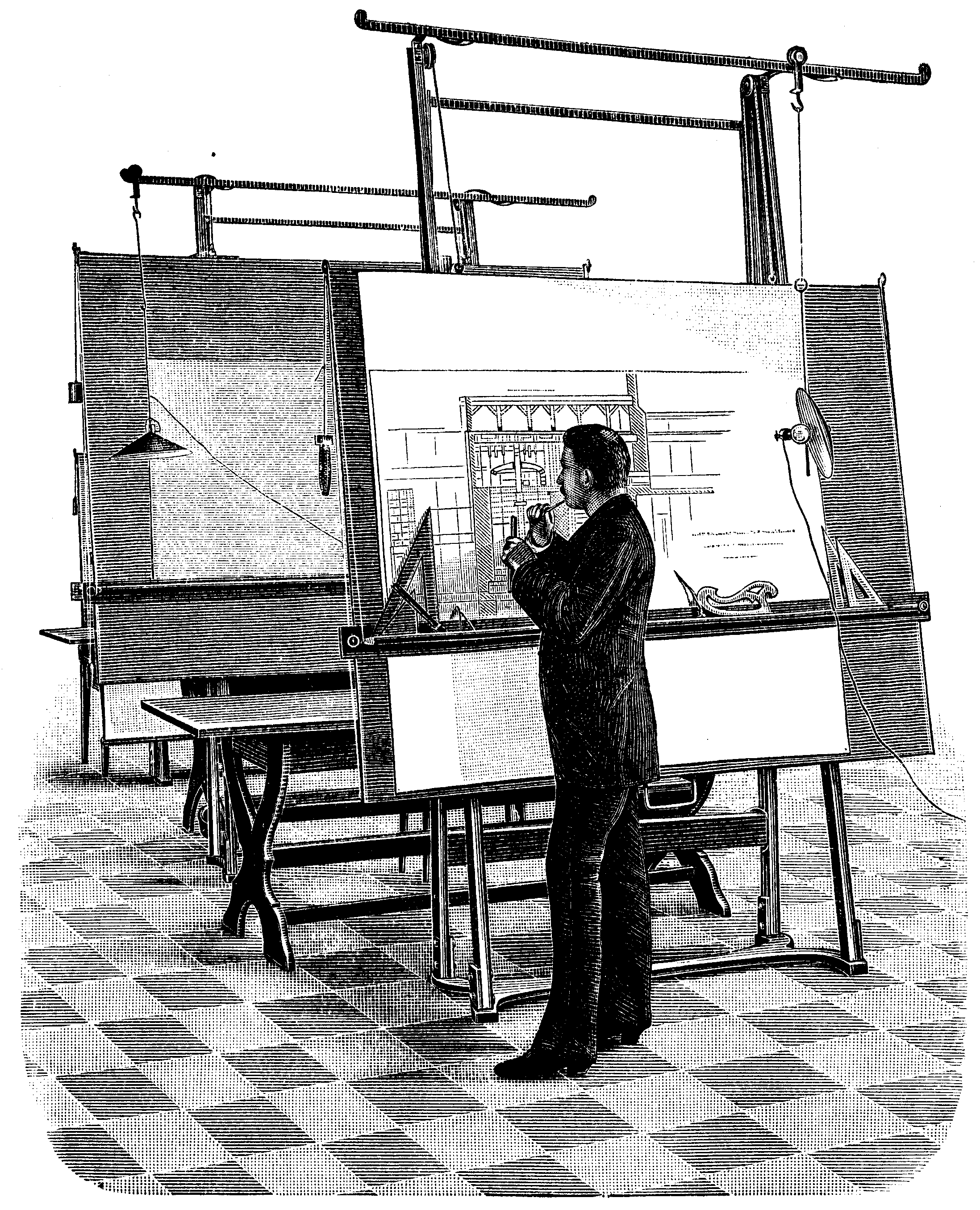
Technisch tekenaar

Een technisch tekenaar is een beroep in veel technische disciplines, zoals de woning- en utiliteitsbouw, scheepsbouw etc. Het is iemand die zich bezighoudt met het vervaardigen van technische tekeningen.
Tot begin jaren 1990 was het gebruikelijk dat de tekeningen achter de tekentafel werden gemaakt. Tegenwoordig werken bijna alle tekenaars met een computer. De eerste generatie computer-tekenprogramma's werkten net als een tekenbord in 2 dimensies. Zo is er het programma Medusa en de zeer veel gebruikte AutoCAD of MicroStation, alhoewel in de laatste ook in 3D getekend kan worden. Bekende moderne 3D tekenprogramma's zijn, Inventor, SolidWorks, Solid Edge, Pro/ENGINEER, CATIA, UGS NX en Rhino 3d. Het te ontwerpen onderdeel kan in deze pakketten als object worden getekend. Het 3D-pakket kan hiervan automatische aanzichten en doorsnedes tekenen. Het uitwerken van zo'n automatisch gegenereerde tekening is dan nog steeds een behoorlijk tijdrovend karwei.